# Svenska Antipiratbyrån
Svenska Antipiratbyrån (APB) var en ekonomisk förening som företrädde företag inom den svenska film- och datorspelsbranschen. Syftet var att sprida medlemsföretagens uppfattning rörande upphovsrätten och att motverka piratkopiering. Organisationen upplöstes 2011 för att ingå i Rättighetsalliansen.
Svenska Antipiratbyrån bildades 2001 av de tre branschorganisationerna Filmägarnas Kontrollbyrå, MDTS (Sveriges branschförening för Multimedia, Dator- & TV-spel) och Sveriges Videodistributörers Förening (SVF), som tillsammans representerar över 30 medlemsbolag.
Antipiratbyrån har fått kritik för sina kontroversiella metoder, bland annat massutskick av varningsbrev, registrering av fildelare samt i ett fall infiltration av internetleverantören Bahnhof där piratkopiering misstänktes pågå. I juni 2005 meddelade Datainspektionen i ett beslut att Antipiratbyråns övervakning strider mot personuppgiftslagen (PUL). I oktober samma år beslutade dock Datainspektionen att ge Antipiratbyrån undantag från PUL, då Datainspektionen ansåg Antipiratbyråns metoder vara godtagbara för att förhindra och agera mot brottslig verksamhet.
Antipiratbyrån har vid minst ett tillfälle själva brutit mot upphovsrätten då de offentliggjorde en ljudfil på sin hemsida ifrån Sveriges Radios program "folkradion".

## Medlemmar i APB
- Activision Nordic
- Atari Nordic AB
- Atlantic Film AB
- Blizzard Entertainment AB
- Buena Vista International Sweden AB / Home Entertainment AB
- Capitol Film Distribution AB
- FilmCentrum
- Folkets bio AB
- Microsoft AB
- Noble Distribution Sweden AB
- NonStop Entertainment AB
- Nordisk Film AB
- Pan Vision AB
- Paramount Home Entertainment Sweden AB
- AB Rifilm
- Sandrew Metronome Distribution Sverige AB
- Scanbox Entertainment Sweden AB
- Sonet Film AB
- Sony Pictures Releasing Sweden AB
- Succéfilm AB
- AB Svensk Filmindustri (SF Studios)
- Svenska Filminstitutet
- Swedish Film AB
- Triangelfilm AB
- Twentieth Century Fox Sweden / Home Entertainment AB
- United International Pictures AB
- Universal Pictures Nordic AB
- Vivendi Universal Games AB
- Warner Bros Sweden AB / Entertainment